# Кармановська сільська рада (Янаульський район)
Карма́новська сільська рада (рос. Кармановский сельский совет) — муніципальне утворення у складі Янаульського району Башкортостану, Росія. Адміністративний центр — село Карманово.
Станом на 2002 рік до складу сільради входив також присілок Чишма, який пізніше був переданий до складу Амзинської сільської ради Нефтекамського міського округу.

## Населення
Населення — 1698 осіб (2019, 1726 в 2010, 1610 в 2002).

## Склад
До складу поселення входять такі населені пункти:
| Населений пункт     | Населення, осіб (2002) | Населення, осіб (2010) |
| ------------------- | ---------------------- | ---------------------- |
| Карманово, село     | 1127                   | 1251                   |
| Карманово, присілок | 215                    | 207                    |
| Кумово, село        | 268                    | 268                    |